# Karenella lanceoseta
Karenella lanceoseta är en kvalsterart som först beskrevs av Balogh 1959.  Karenella lanceoseta ingår i släktet Karenella och familjen Oppiidae.

## Underarter
Arten delas in i följande underarter:
- K. l. lanceoseta
- K. l. occidentalis